# قره‌جیق
قره‌جیق (به لاتین: Qaracıq یا قره‌جیک Qaracik) یک منطقه مسکونی در جمهوری آذربایجان است که در شهرستان خاچماز واقع شده است.